# Frontera entre Eslovàquia i Ucraïna
La Frontera entre Eslovàquia i Ucraïna és un límit establert internacionalment entre Eslovàquia i Ucraïna. Tots dos països ho van heretar de les seves respectives organitzacions estatals anteriors, Ucraïna de la Unió Soviètica i Eslovàquia des de Txecoslovàquia.

## Història
La frontera actual va ser establerta després de la Segona Guerra Mundial i s'estén 97 km (60 milles). Després de l'ingrés d'Eslovàquia a la Unió Europea la seguretat de la frontera es va convertir en també en responsabilitat de la Unió.

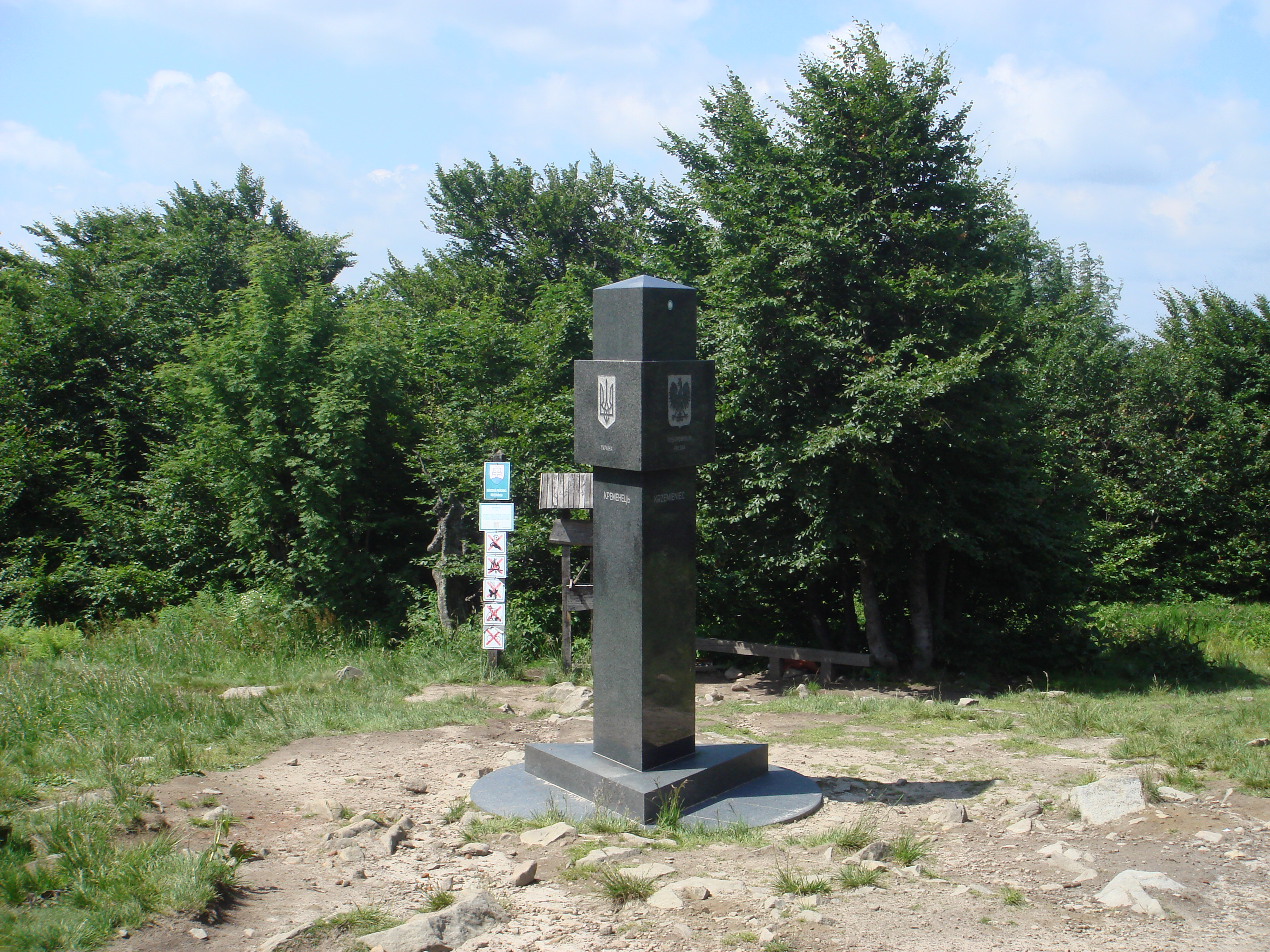
Trifini Eslovàquia-Polònia i Ucraïna

El 1946, la frontera entre Eslovàquia i Ucraïna dividia la vila de Slemence en dues parts : Veľké Slemence restà a Txecoslovàquia i Mali Selmentsi atribuïda a la Unió Soviètica. S'hi va obrir un pas fronterer el 23 de desembre de 2005 per a vianants i ciclistes.
La pel·lícula documental Hranica va ser rodada sobre aquest tema i va rebre el premi a la Millor Pel·lícula Documental d'Europa Central i de l'Est l'any 2009.

## Els punts de control fronterers
Autopistes
| Uzhhorod       | Ukraine | M08 (Ucraïna) E50 Europa I/50 (Eslovàquia) | Slovakia | Vyšné Nemecké |                           | 48° 39′ 21″ N, 22° 15′ 55″ E / 48.655749°N,22.265296°E |
| Malyi Bereznyi | Ukraine | P53 (Ucraïna)/{I/74 (Eslovàquia)           | Slovakia | Ubľa          | Igual o menor a 3,5 tones | 48° 53′ 02″ N, 22° 25′ 14″ E / 48.883937°N,22.420478°E |

Ferrocarrils
| Uzhhorod | Ukraine | — | Slovakia | Veľké Kapušany   | Tan sols per a transport |
| Chop     | Ukraine | — | Slovakia | Čierna nad Tisou |                          |

Altres
| Mali Selmentsi | Ukraine | — | Slovakia | Veľké Slemence    | peatons i bicicletes | 48° 30′ 40″ N, 22° 09′ 15″ E / 48.511125°N,22.154290°E |
| Pavlove        | Ukraine | — | Slovakia | Maťovské Vojkovce |                      |                                                        |

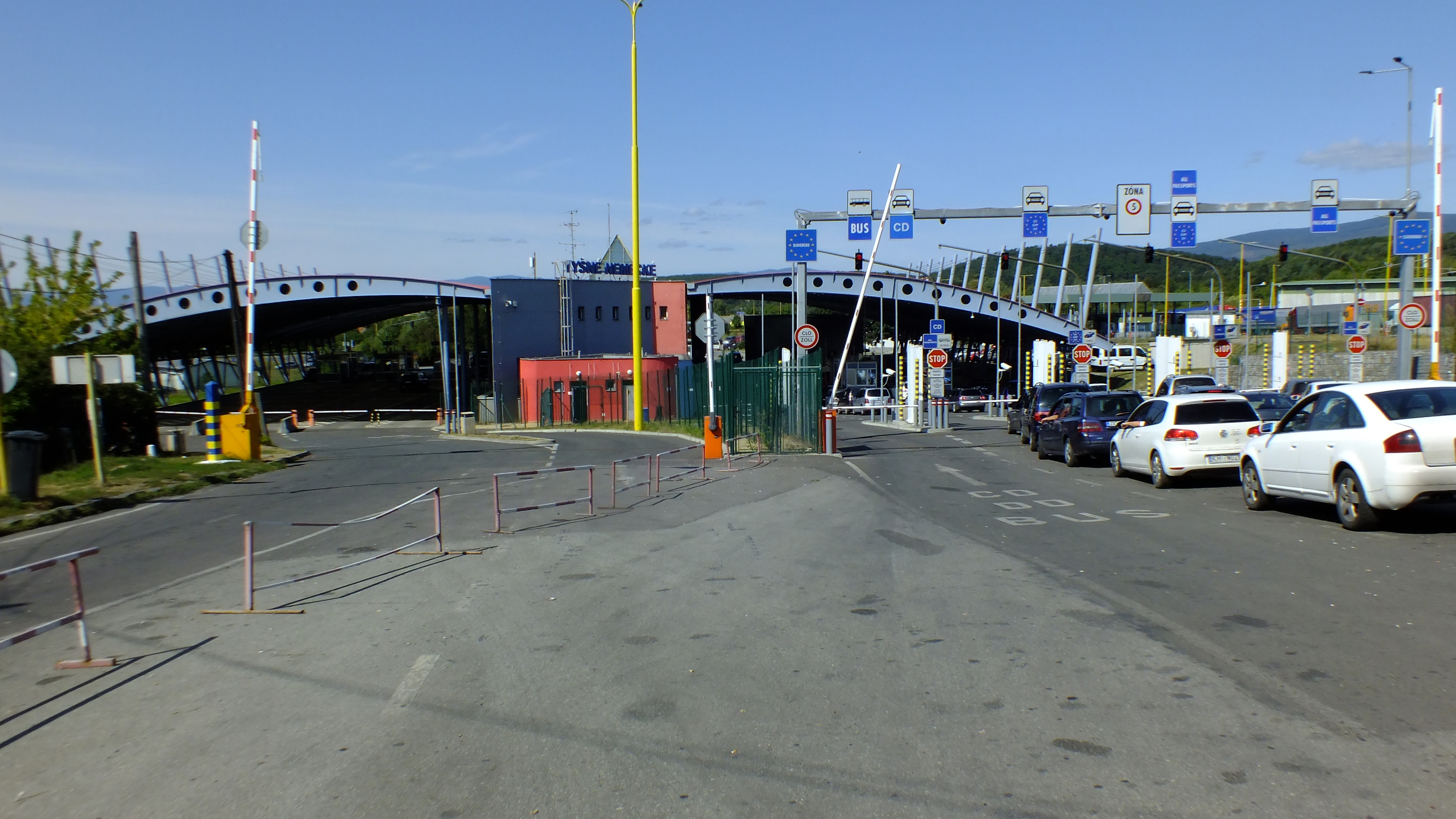
Frontera Eslovàquia-Ucraïna, punt de encreuament Vyšné Nemecké-Uzhhorod; a la part eslovaca.

L'any 2008, la frontera va ser creuada per uns 2,8 milions de persones i més de 1,5 milions d'objectes de transport.